# Acianthera caldensis
Acianthera caldensis  es una especie de orquídea. Es originaria de Brasil donde se encuentra en la Mata Atlántica.

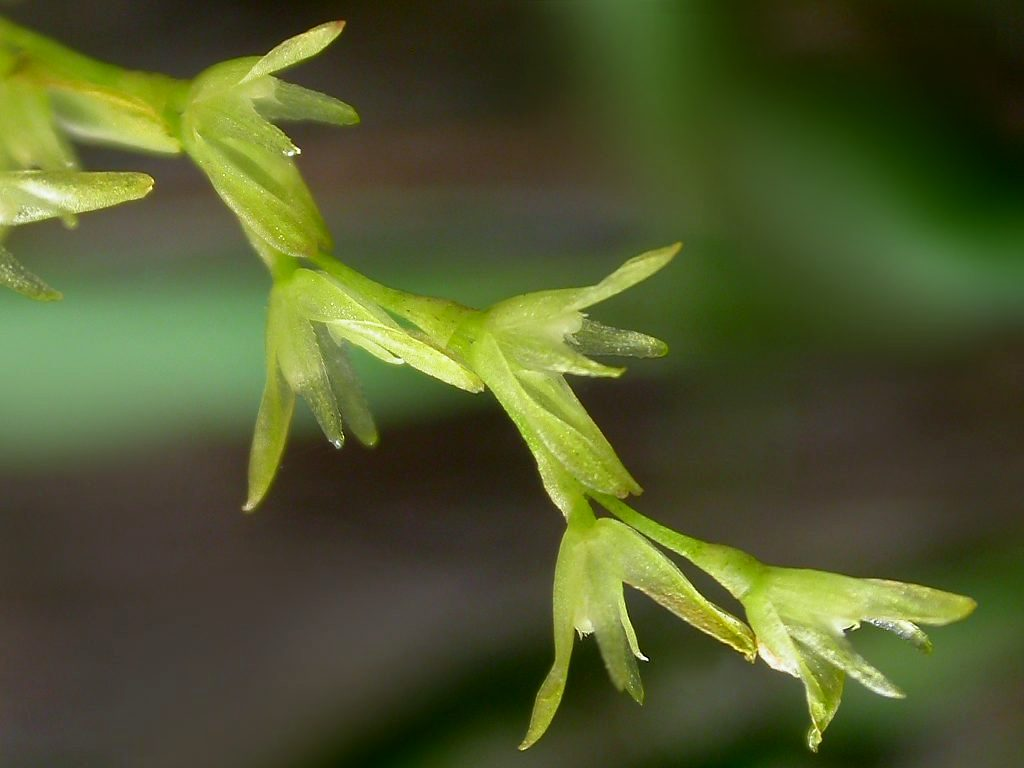
Inflorescencia

## Taxonomía
Acianthera caldensis fue descrita por (Hoehne & Schltr.) F.Barros  y publicado en Orchid Memories 9. 2004.
Etimología
Acianthera: nombre genérico que es una referencia a la posición de las anteras de algunas de sus especies.
caldensis: epíteto geográfico que alude a su localización en Poços de Caldas, una ciudad de Minas Gerais en Brasil.
Sinonimia
- Arthrosia caldensis (Hoehne & Schltr.) Luer
- Pleurothallis caldensis Hoehne & Schltr.
- Specklinia caldensis (Hoehne & Schltr.) Luer	[4][5]